# Jewgienij Korotyszkin
Jewgienij Jewgienjewicz Korotyszkin (ros. Евгений Евгеньевич Коротышкин;  ur. 30 kwietnia 1983 w Moskwie), rosyjski pływak, srebrny medalista igrzysk olimpijskich w Londynie, czterokrotny medalista mistrzostw świata na krótkim basenie, wielokrotny medalista mistrzostw Europy, na długim i krótkim basenie.
Specjalizuje się w pływaniu stylem motylkowym. Jego największym sukcesem jest wywalczenie srebrnego medalu podczas igrzysk olimpijskich w Londynie na dystansie 100 m stylem motylkowym, przegrywając z Michaelem Phelpsem. Korotyszkin również startował w igrzyskach olimpijskich w Atenach (2004) i w Pekinie (2008). W obu turniejach najwyższą pozycję - 4. miejsce - zajmował płynąc w składzie sztafety 4 x 100 m stylem zmiennym.
Korotyszkin jest czterokrotnym medalistą mistrzostw świata na krótkim basenie, w tym dwukrotnie złotym, oraz wielokrotnym medalistą mistrzostw Europy, zarówno na basenie długim jak i krótkim.